# Peace
Peace (anglicky Peace River) je řeka v provinciích Britská Kolumbie a Alberta v Kanadě. Je 1923 km dlouhá od pramenů Finlay. Povodí má rozlohu 324 300 km².

## Říční systém Mackenzie
Peace je společně se svými přítoky a zdrojnicemi součástí říčního systému Mackenzie, který má celkem 4241 km, což tento tok řadí na 12. místo mezi nejdelšími řekami světa.

## Průběh toku
Vzniká soutokem řek Finlay a Parsnip, které pramení ve Skalnatých horách. Ústí zleva do Otročí řeky (povodí Mackenzie).

## Vodní režim
Zdroj vody je převážně sněhový. Průměrný roční průtok vody u Fort Saint John činí 1100 m³/s. Zamrzá od října do května.

## Využití
Vodní doprava je možná s výjimkou úseku u Vermillion Shute.